# Голотль
Голотль (авар. Гьолокь) — село в Шамильском районе Дагестана. Административный центр сельского поселения «Сельсовет „Голотлинский“».

## Географическое положение
Расположено в 16 км к востоку от районного центра села Хебда, на левом берегу реки Аварское Койсу.

## Население
| 1888  | 1895  | 1926 | 1939 | 1970  | 1989  | 2002  |
| ----- | ----- | ---- | ---- | ----- | ----- | ----- |
| 725   | ↗735  | ↘700 | ↗978 | ↗1004 | ↗1119 | ↗1363 |
| 2010  | 2021  |      |      |       |       |       |
| ↗1491 | ↗1637 |      |      |       |       |       |